# Grenoble École de Management
Grenoble École de Management (GEM), Escuela internacional de Gestión de Grenoble es una escuela de administración de empresas situada en Grenoble, en Francia, y esta una de las Grandes Escuelas de Management en Francia. 
Esta escuela tiene las 3 acreditaciones de valorización académica: EQUIS, AACSB y AMBA. 
Creada en 1984 por la Cámara de Comercio e Industria de Grenoble (CCI), su primer nombre fue la escuela superior de negocios de Grenoble. 
Grenoble Ecole de Management propone programas de nivel: Máster, Bachelor, MBA y PhD. Ahora es una de las cinco principales instituciones de educación superior en Management de Francia y cuenta asociaciones académicas con universidades y escuelas de ingeniería en todo el mundo.

## Notoriedad
En 2018, su principal programa, el "Master in Management", fue clasificado como el número 14 del Mundo por el Wall Street Journal y en 2015 al número 20 según el Financial Times. 
La escuela con todas sus formaciones ha sido clasificada como la 26º de Europa.
Una clasificación destaca la Escuela de Gestión de Grenoble como la institución francesa que tiene la mejor visibilidad en el motor de búsqueda de Google.

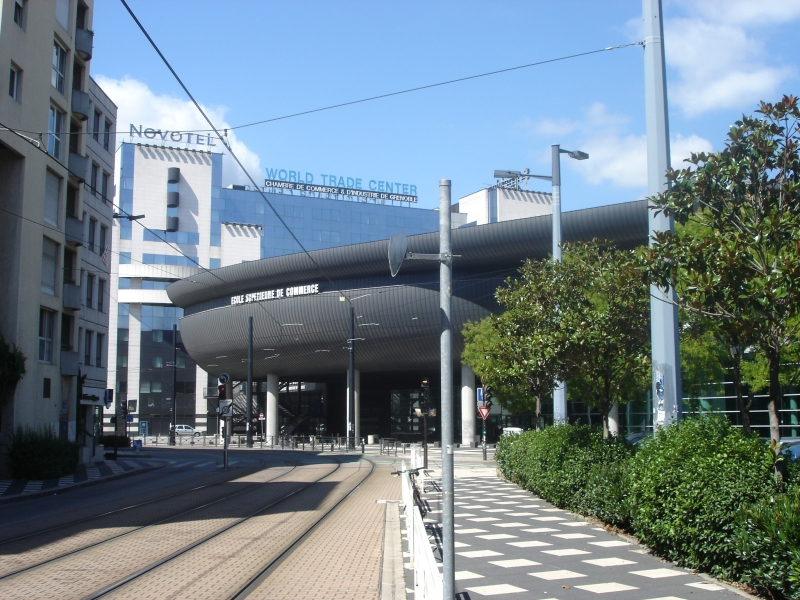
GEM campus.

Sus programas cuentan con la triple acreditación internacional de EQUIS, AACSB y AMBA.
En 2015, la escuela cuenta con 8,500 estudiantes.

## Enseñanza
Desde el año 2007 el establecimiento enseña a sus estudiantes a la geopolítica durante tres años del Programa Grande Ecole, con el fin de satisfacer las demandas del mundo de los negocios.
En 2008, Grenoble École de management es un miembro fundador del campus GIANT (Grenoble Innovation for Advanced New Technologies)· en la península científica de la ciudad.

## Investigación en management
Grenoble Ecole de Management tiene más de 90 académicos activos en investigación, la escuela y su investigación se clasifican regularmente entre las mejores escuelas de negocios europeas y francesas.
Grenoble Ecole de Management realiza investigaciones en los siguientes temas:
- Negocios y Finanzas
- Economía, sociedad y organizaciones
- Marketing
- Gestión de la tecnología
- Estrategia, innovación y emprendimiento

Además de albergar una serie de centros de investigación académica y aplicada, GEM forma parte de varias iniciativas de investigación nacionales e internacionales importantes como: MEDFORIST, GIANT y el Instituto Europeo de Innovación y Tecnología.